# Południowa grań Łomnicy

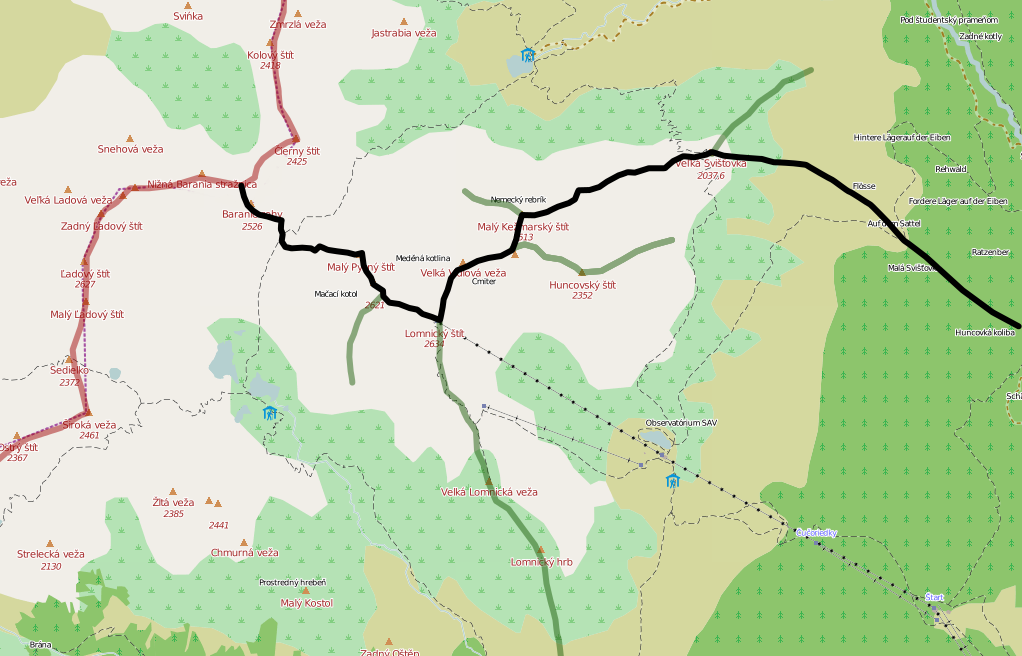
Schematyczna mapa graniowa. Południowa grań Łomnicy to druga od zachodu z grani oznaczonych zielonym kolorem, odgałęziających się od długiej grani bocznej Wyżniego Baraniego Zwornika

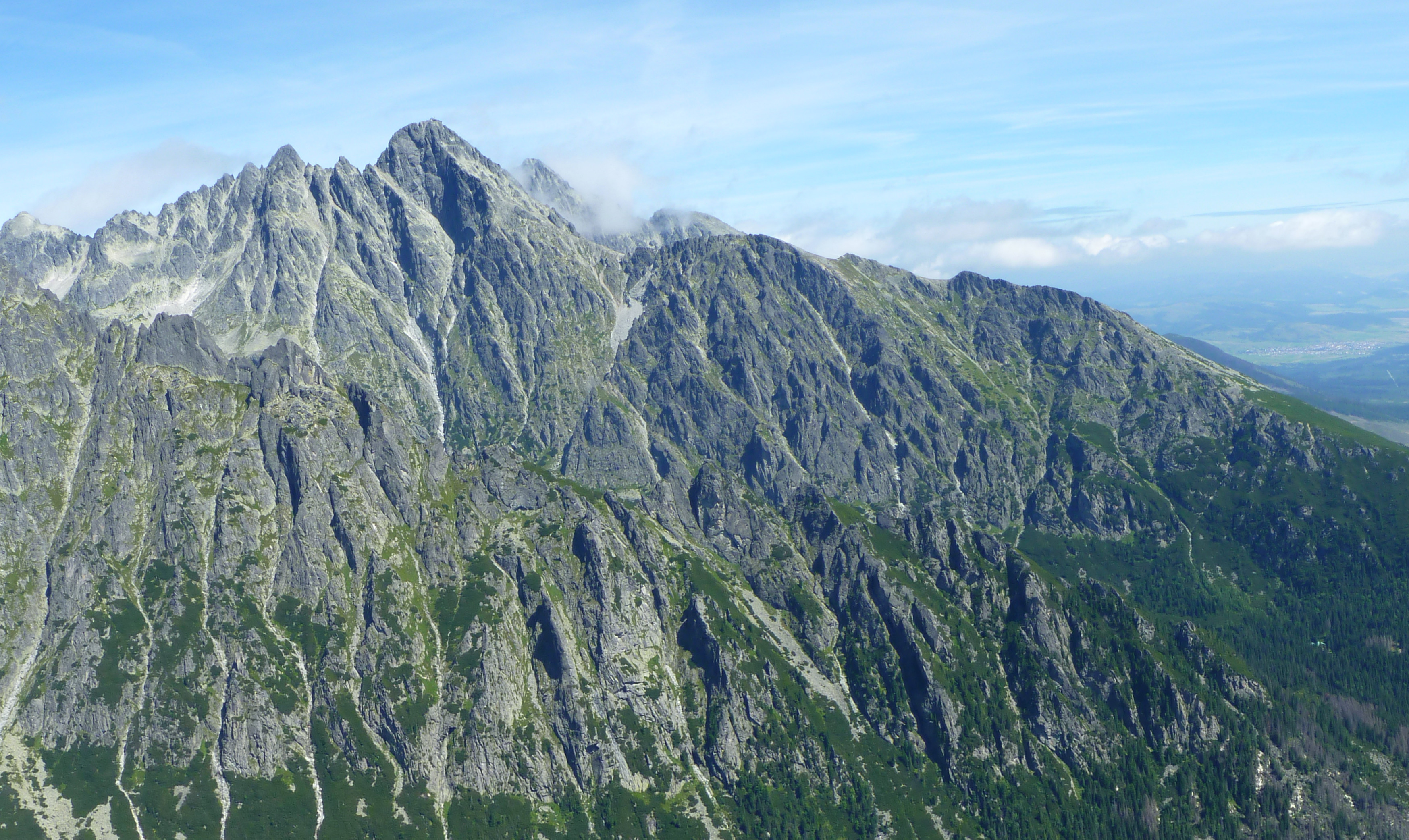
Masyw Łomnicy i jej południowa grań – widok ze Sławkowskiego Szczytu

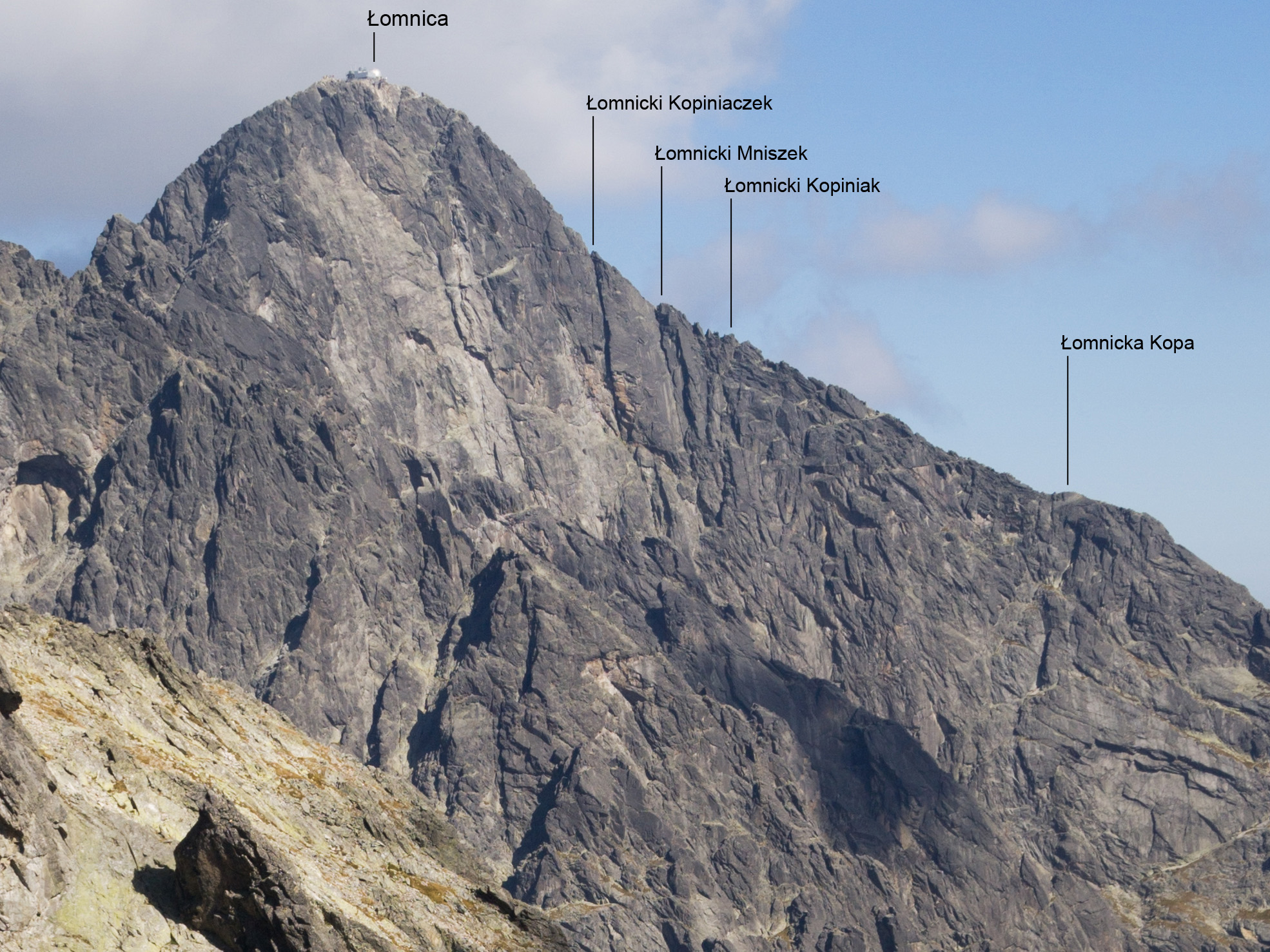
Górny fragment grani

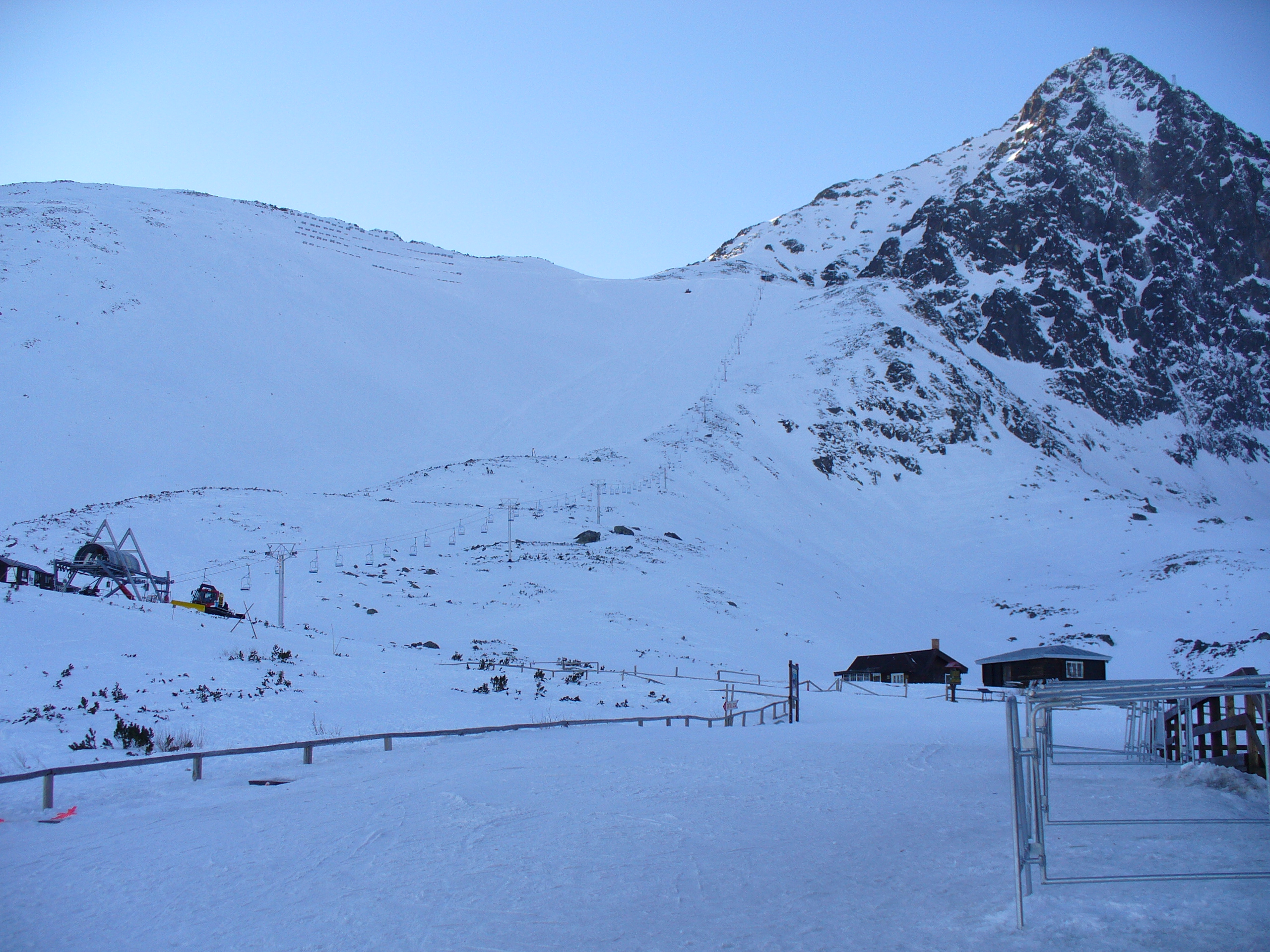
Północny skraj Łomnickiej Grani, Łomnicka Przełęcz i Łomnica

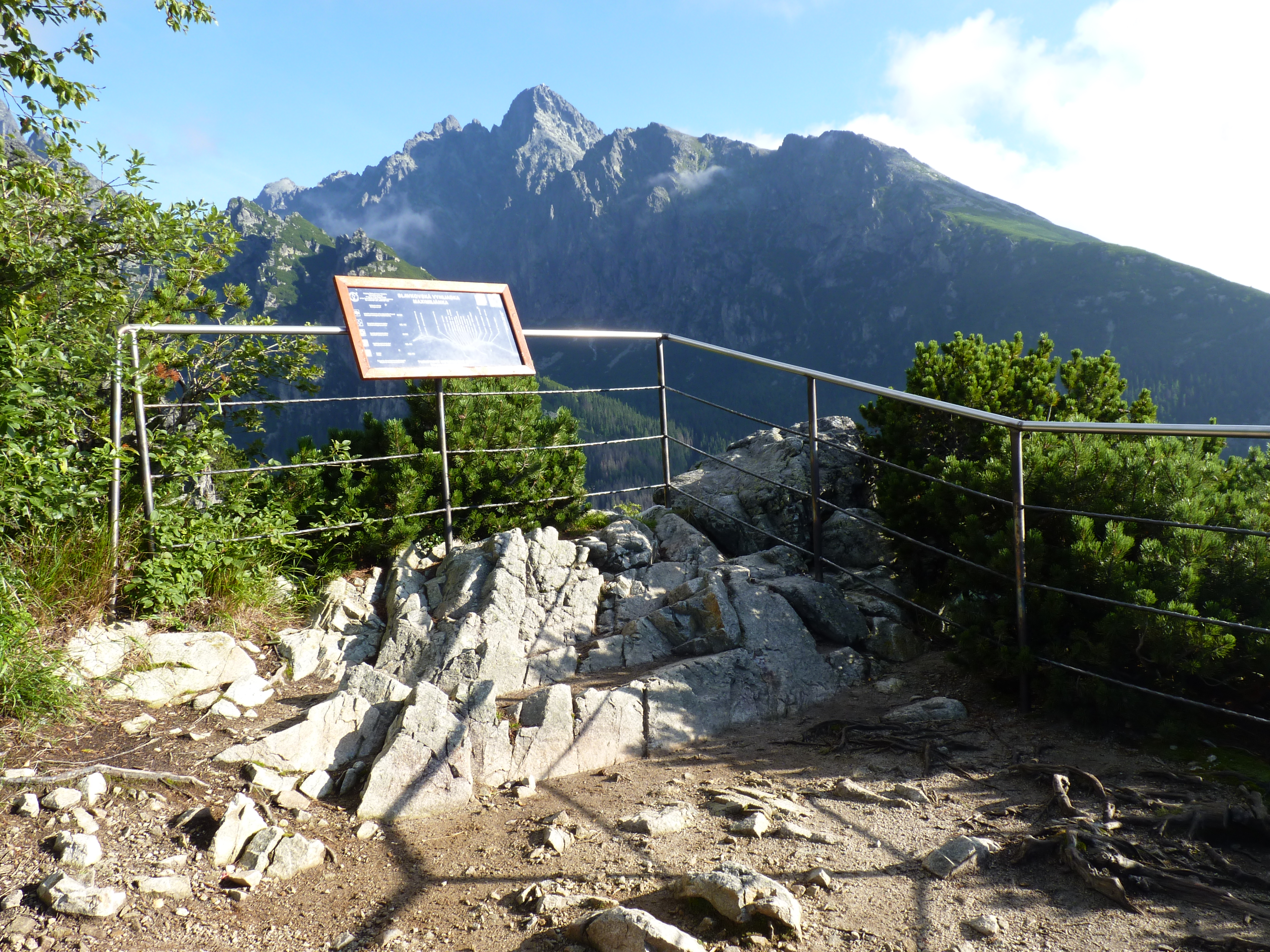
Południowa grań Łomnicy

Południowa grań Łomnicy (słow. JJV rameno Lomnického štítu) – długi grzbiet w Tatrach Wysokich, ciągnący się w kierunku południowym (dokładnie: południowo-południowo-wschodnim) od wierzchołka Łomnicy, położonego w długiej południowo-wschodniej grani Wyżniego Baraniego Zwornika. Grań w swoim górnym odcinku oddziela od siebie Dolinę Małej Zimnej Wody na zachodzie i Dolinę Łomnicką na wschodzie. Jej fragment na południe od Łomnickiej Przełęczy stanowi Łomnicka Grań (Lomnický hrebeň), w dolnej części skręcająca ku południowemu wschodowi i oddzielająca tu Dolinę Zimnej Wody od Łomnickiej Uboczy.
Granią od Łomnickiej Przełęczy na Wielką Łomnicką Basztę prowadzi zielony szlak turystyczny. Jego dolny odcinek znad Łomnickiego Stawu został zamknięty, można tę trasę pokonać jedynie wyciągiem krzesełkowym.

## Przebieg grani
Poniżej wyróżniono kolejne obiekty w grani (od wierzchołka Łomnicy na południe). Słowackie nazwy podane są według czterojęzycznego słownika tatrzańskiego, wysokości – według atlasu satelitarnego Tatr i Podtatrza.
- Łomnicka Szczerbinka (Lomnická štrbinka),
- Łomnicki Kopiniaczek (Lomnický zub),
- Wyżni Łomnicki Karb (Vyšný lomnický zárez),
- Łomnicki Mniszek (Lomnický mníšik),
- Pośredni Łomnicki Karb (Prostredný lomnický zárez),
- Łomnicki Kopiniak (Lomnická stena),
  - Czarny Filar (Čierny pilier) opadający na zachód,
- Niżni Łomnicki Karb (Lomnická priehyba),
- Łomnicka Kopa (Lomnická kopa, ok. 2430 m[2]) z granią południowo-zachodnią, rozwidlającą się na:
  - odnogę północną – filar przekształcający się niżej w Capią Grzędę, w którym wyróżnia się przełęcze:
    - Wyżni Capi Przechód,
    - Niżni Capi Przechód,

  - odnogę południową – właściwą grań południowo-zachodnią Łomnickiej Kopy z przełęczami:
    - Wyżni Łomnicki Przechód (Vyšné sedielko pod Lomnickou kopou),
    - Pośredni Łomnicki Przechód (Prostredné sedielko pod Lomnickou kopou),
    - Niżni Łomnicki Przechód (Nižné sedielko pod Lomnickou kopou),
- Łomnicka Przełęcz (Lomnické sedlo, 2190 m),
- Wielka Łomnicka Baszta, Łomnicka Strażnica[6] (Veľká Lomnická veža, 2215 m),
- Wyżni Myśliwski Przechód (Vyšný Poľovnický priechod),
- Myśliwska Czuba (Poľovnický hrb),
- Myśliwska Przełęcz (Poľovnické sedlo),
- Mała Łomnicka Baszta (Veľký Lomnický hrb, 2081 m) o dwóch wierzchołkach,
  - Pusta Grzęda odgałęziająca się na wschód – z Pustą Strażnicą (1968 m),
  - Szkaradna Grzęda opadająca na południowy wschód[3],
- Niżni Myśliwski Przechód (Nižný Poľovnický priechod),
- Zadnia Łomnicka Czuba (Prostredný Lomnický hrb, 1792 m),
- Skrajna Łomnicka Czuba (Lomnický hrb, 1604 m),
- Łomnicka Kazalnica (Lomnická kazateľnica, 1529 m).

## Otoczenie
W górnej części południowa grań Łomnicy oddziela od siebie żleby opadające do sąsiadujących dolin. Największym z nich po stronie zachodniej jest Żleb Téryego, niżej wcinają się w te same stoki Siklawiczny Żleb i Łomnicki Żleb. Po stronie Doliny Łomnickiej zbocza opadające z górnego fragmentu Łomnickiej Grani noszą nazwy Łomnickiego Pola i Pustego Pola. Pomiędzy Pustym Polem a Pustą Grzędą położony jest żleb Pusta Żlebina, spadający w stronę Łomnickiego Stawu, natomiast między Pustą Grzędę a Szkaradną Grzędę wcina się Szkaradna Żlebina. Zbocza poniżej Małej Łomnickiej Baszty pokryte są kosodrzewiną i nazywane są Szerokim Polem. Poza Szkaradną Żlebiną wcina się w nie jeszcze jeden żleb – położona dalej na południe Głęboka Żlebina.
Właściwa część grani kończy się ponad Doliną Zimnej Wody, w okolicach Wodospadów Zimnej Wody i Staroleśnej Polany. Jej niewyraźnym przedłużeniem jest długi i szeroki wał morenowy, stanowiący północne ograniczenie Doliny Zimnej Wody. Ponad jej dolną częścią wznosi się w nim Suchy Wierch Łomnicki (1047 m) oraz Łomnicki Przysłop (1006 m).